# Équipe d'Uruguay de football à la Copa América 1939
L'équipe d'Uruguay de football participe à sa 14e Copa América lors de cette édition 1939 qui se tient au Pérou du 15  janvier au 12 février 1939.

## Résultats

### Classement final
Les cinq équipes participantes sont réunies au sein d'une poule unique où chaque formation rencontre une fois ses adversaires. À l'issue des rencontres, l'équipe classée première remporte la compétition.
|   | Équipe   | Pts | J | G | N | P | BP | BC | Diff |
| - | -------- | --- | - | - | - | - | -- | -- | ---- |
| 1 | Pérou    | 8   | 4 | 4 | 0 | 0 | 13 | 4  | +9   |
| 2 | Uruguay  | 6   | 4 | 3 | 0 | 1 | 13 | 5  | +8   |
| 3 | Paraguay | 4   | 4 | 2 | 0 | 2 | 9  | 8  | +1   |
| 4 | Chili    | 2   | 4 | 1 | 0 | 3 | 8  | 12 | -4   |
| 5 | Équateur | 0   | 4 | 0 | 0 | 4 | 4  | 18 | -14  |

| 22 janvier | Uruguay | 6 | 0 | Équateur |
| 29 janvier | Uruguay | 3 | 2 | Chili    |
| 5 février  | Uruguay | 3 | 1 | Paraguay |
| 12 février | Pérou   | 2 | 1 | Uruguay  |

### Matchs
| 22 janvier 1939 | Uruguay                                             | 6 – 0 | Équateur | Estadio Nacional (Lima)                         |                                                 |
| | Porta 22e · S. Varela 53e, 55e, 81e · Lago 65e, 70e | (1 - 0) |          | Spectateurs : 10 000 Arbitrage : Enrique Cuenca | Spectateurs : 10 000 Arbitrage : Enrique Cuenca |
| Granero - Sanguinetti, Mascheroni - Zunino, Galvalisi, Viana ( 70e Reyes) - Porta, S. Varela, Lago, Ciocca, Camaití | Équipes                                             | Vásquez - Ronquillo, Solís - Merino, Peralta ( Zambrano), Vasconez - Cevallos, Arenas ( Alcívar), Suárez Rizzo, Herrera ( Bohórquez), Elizalde |          | Spectateurs : 10 000 Arbitrage : Enrique Cuenca | Spectateurs : 10 000 Arbitrage : Enrique Cuenca |

| 29 janvier 1939 | Uruguay                                     | 3 – 2 | Chili               | Estadio Nacional (Lima)                         |                                                 |
| | S. Varela 19e · Camaití 30e · Chirimini 73e | (2 - 2) | Muñoz 3e · Luco 39e | Spectateurs : 15 000 Arbitrage : Enrique Cuenca | Spectateurs : 15 000 Arbitrage : Enrique Cuenca |
| Granero - Sanguinetti, Mascheroni - Zunino, Galvalisi, Reyes ( 46e O. Varela) - Porta, S. Varela, Lago ( 80e Fager), Ciocca ( 46e Chirimini), Camaití | Équipes                                     | Lobos ( Simián) - Cortés, Jo. Córdova - Ju. Córdova, Riveros ( Mediavilla), Ponce - Sorrel ( Luco), Domínguez, Pizarro, Avendaño, Muñoz |                     | Spectateurs : 15 000 Arbitrage : Enrique Cuenca | Spectateurs : 15 000 Arbitrage : Enrique Cuenca |

| 5 février 1939 | Uruguay                                     | 3 – 1 | Paraguay    | Estadio Nacional (Lima)                         |                                                 |
| | Lago 14e · S. Varela 40e (pen.) · Porta 66e | (2 - 0) | Barrios 59e | Spectateurs : 10 000 Arbitrage : Enrique Cuenca | Spectateurs : 10 000 Arbitrage : Enrique Cuenca |
| Granero - Sanguinetti ( 85e Zaccour), Mascheroni - Zunino, Galvalisi ( 67e O. Varela), Viana - Porta, S. Varela, Lago ( 85e Fager), Ciocca, Camaití | Équipes                                     | González - Velloso ( Lezcano), Invernizzi - Ayala, Villalba, Ibáñez - Barrios, Godoy, Mingo, Ortega, Aquino |             | Spectateurs : 10 000 Arbitrage : Enrique Cuenca | Spectateurs : 10 000 Arbitrage : Enrique Cuenca |

| 12 février 1939 | Pérou                       | 2 – 1 | Uruguay   | Estadio Nacional (Lima)                         |                                                 |
| | J. Alcalde 7e · Bielich 35e | (2 - 1) | Porta 44e | Spectateurs : 40 000 Arbitrage : Alfredo Vargas | Spectateurs : 40 000 Arbitrage : Alfredo Vargas |
| Honores - Chappell, A. Fernández - Tovar, Pasache, Castillo - T. Alcalde, Bielich ( Ibáñez ( Quispe)), T. Fernández, J. Alcalde, Paredes | Équipes                     | Granero - Sanguinetti ( 84e Zaccour), Mascheroni - Zunino, Galvalisi, Viana - Porta, S. Varela ( 70e Chirimini), Lago, Ciocca ( 60e Camaití), Rodríguez |           | Spectateurs : 40 000 Arbitrage : Alfredo Vargas | Spectateurs : 40 000 Arbitrage : Alfredo Vargas |

## Navigation